# III Cuerpo de Ejército (Argentina)
El III Cuerpo de Ejército "Ejército del Norte" (Cpo Ej III) fue un cuerpo del Ejército Argentino con asiento en Córdoba. Fue una gran unidad de batalla dependiente del Comando en Jefe del Ejército, luego la Jefatura del Estado Mayor General del Ejército (JEMGE).
Fue creado en diciembre de 1960 por resolución de la superioridad, con comando en Córdoba, y guarniciones militares en Córdoba, Mendoza, San Juan, San Luis, Catamarca, La Rioja, Santiago del Estero, Salta, Tucumán y Jujuy, formando su jurisdicción el oeste, centro y norte del territorio nacional. Así, llegó a ser uno de los cuerpos más importantes del ejército, con una brigada de paracaidistas, una brigada de llanura y una brigada de montaña, con comando respectivamente en Córdoba, Tucumán y Mendoza. Naturalmente el nombre "Ejército del Norte" evocaba al ejército de operaciones que comandara el brigadier Manuel Belgrano en la guerra de Independencia. Fue disuelto en la reorganización militar de 2011, aunque sus unidades continuaron existiendo en otras dependencias.

## Historia

### Creación
En 1960 el comando en jefe resolvió una reorganización del ejército, creando cinco cuerpos de ejército y eliminando los tres ejércitos. Fue creado el Tercer Cuerpo con comando en los cuarteles del camino a La Calera km 8 ½. El mismo encuadraba la 4.ª División y la 8.ª División con asiento respectivamente en Córdoba y Mendoza. En 1964 las divisiones fueron sustituidas por brigadas, formando el Tercer Cuerpo la IV Brigada de Infantería Aerotransportada, la V Brigada de Infantería y la VIII Brigada de Infantería de Montaña, con asiento respectivamente en Córdoba, Tucumán y Mendoza. El cuerpo quedaba así como el segundo más poderoso de la fuerza detrás del Primer Cuerpo.
En 1962 la superioridad disolvió el Cuarto Cuerpo con comando en Salta, dejando absorbida en el Tercer Cuerpo la 5.ª División y las unidades de Salta y Jujuy. Hacia 1980 fue creado nuevamente el Cuarto Cuerpo, con comando en Santa Rosa (provincia de La Pampa), segregando la VIII Brigada de Mendoza del Tercer Cuerpo.

### Terrorismo de Estado

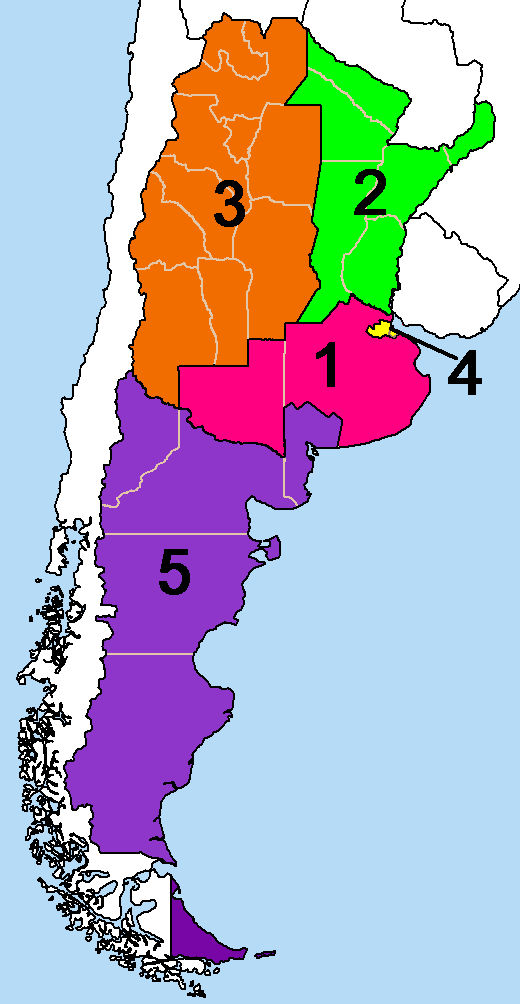
En color naranja se distingue la jurisdicción de la Zona de Defensa 3.

Por el Plan de Capacidades Marco Interno de 1972, el III Cuerpo asumió la conducción de la Zona de Defensa 3. Bajo la responsabilidad directa del Comando del III Cuerpo, funcionaron 26 centros clandestinos de detención. En 1979, se separaron de su jurisdicción las provincias de Mendoza, San Luis y San Juan, que pasaron a la responsabilidad del IV Cuerpo.

### Cordobazo
Durante el llamado Cordobazo de 1969, al caer las fuerzas policiales, el gobierno militar ordenó al III Cuerpo de Ejército recuperar el control de la ciudad de Córdoba; los militares reprimieron fuertemente a los manifestantes. El cuerpo estaba comandado por el general de división Eleodoro Sánchez Lahoz y la IV brigada por el general de brigada Jorge Carcagno.

### Operación Independencia
El 5 de enero de 1975 el avión DHC-6-200 Twin Otter AE-259 de la Sección de Aviación del III Cuerpo de Ejército se estrelló contra una ladera del cerro Ñuñorco Chico en la provincia de Tucumán. La totalidad de la tripulación y pasajeros murió en el accidente, entre los que se encontraban los comandantes del III Cuerpo de Ejército y la V Brigada de Infantería, generales Enrique Salgado y Ricardo Muñoz, respectivamente.

### De 1983 hacia el presente
El 19 de mayo de 1986 y en ocasión de una visita del presidente Raúl Alfonsín, un miembro de la Policía de la Provincia de Córdoba encontró cargas de trinitrotolueno (TNT) en una alcantarilla donde estaba previsto pasara el automóvil que transportaba al gobernante además de autoridades civiles y militares. Como consecuencia, el comandante del III Cuerpo de Ejército y jefe de la Guarnición, general Ignacio Verdura, solicitó el pase a retiro.
En 1987 la superioridad impuso a su denominación el nombre "Ejército del Norte", naturalmente en evocación al ejército de operaciones de la Guerra de la Independencia comandado por el brigadier patriota Manuel Belgrano en las expediciones de auxilio al Alto Perú en 1812 y 1813.
En 1991 quedó disuelto el Cuarto Cuerpo, recuperando las brigadas y unidades segregadas al Tercer Cuerpo.
El 1 de enero de 2011 por Resolución 1633/2010 del Ministerio de Defensa, se constituyó la 2.ª División de Ejército eliminando al III Cuerpo de Ejército. La nueva división heredó la V Brigada de Montaña, la VIII Brigada de Montaña y la X Brigada Mecanizada.

## Organización
Organización (1973)
- Comando de Cuerpo, camino a La Calera, Córdoba
- IV Brigada de Infantería Aerotransportada, comando en camino a La Calera, Córdoba
- V Brigada de Infantería, comando en Tucumán
- VIII Brigada de Infantería de Montaña, comando en Mendoza

Organización (1982)
- Comando de Cuerpo, camino a La Calera, Córdoba
- IV Brigada de Infantería Aerotransportada, comando en camino a La Calera, Córdoba
- V Brigada de Infantería, comando en Tucumán

Organización (2003)
- Comando de Cuerpo, camino a La Calera, Córdoba
- IV Brigada Paracaidista, comando en camino a La Calera, Córdoba
- V Brigada Mecanizada, comando en Tucumán
- VIII Brigada de Montaña, comando en Mendoza